# Steirische Frauenlandesliga
Die Steirische Frauenlandesliga ist die Fußball-Landesliga der Frauen des österreichischen Bundeslands Steiermark. Sie ist im Fußball-Ligensystem in Österreich die dritthöchste Liga.

## Geschichte
1999/2000 Anfänge als Frauen-Landesliga
| Saison            | Meister               |
| Frauen-Landesliga | Frauen-Landesliga     |
| ----------------- | --------------------- |
| 1998/99           | keine Informationen   |
| 1999/2000         | DFC St. Ruprecht/Raab |

Die Landesliga für Frauen wurde in der Steiermark mit neun Teilnehmern durchgeführt: Meister DFC St. Ruprecht/Raab, DFC Eichberg, LUV Graz, USV Seckau, DFC Schäffern, SK Stojen, DFC Wundschuh, DFC Ligist und DFC Piberstein. Der Meister war nicht in die Frauen-Bundesliga aufstiegsberechtigt.
2000–2006 Frauen-Landesliga (2. Spielklasse)
| 2000/01 K1                                                    | LUV Graz                                                                     |
| 2001/02                                                       | ASV St. Margarethen/Lavanttal Meister Steiermark: DFC St. Ruprecht/Raab (2.) |
| 2002/03                                                       | ASV St. Margarethen/Lavanttal Meister Steiermark: DFC St. Ruprecht/Raab (2.) |
| 2003/04                                                       | 1. DFC Leoben                                                                |
| 2004/05                                                       | DFC St. Ruprecht/Raab                                                        |
| 2005/06                                                       | 1. DFC Leoben                                                                |
| K1 Änderung des Meisterschaftsmodus und Umbenennung der Liga. |                                                                              |

Ab 2000 gliederte man die Landesliga der Steiermark in das österreichische Ligasystem als 2. Spielklasse ein. Ab nun dürfte der Meister in die Frauen-Bundesliga aufsteigen. Ab der Saison 2001/02 spielten auch ein Verein aus Kärnten, der ASV St. Margarethen/Lavanttal, der 2002 und 2003 Meister wurde, in der Liga mit. Bis 2006 gewannen DFC St. Ruprecht/Raab dreimal, 1. DFC Leoben zweimal und LUV Graz einmal den steirischen Meistertitel.
Seit 2006 Frauen-Landesliga (3. Spielklasse)
| Saison                                                        | Meister                                           |
| Frauen-Landesliga                                             | Frauen-Landesliga                                 |
| ------------------------------------------------------------- | ------------------------------------------------- |
| 2006/07 K1                                                    | SV Gössendorf                                     |
| 2007/08                                                       | JSV Mariatrost                                    |
| 2008/09                                                       | DUSV Loipersdorf                                  |
| 2009/10                                                       | SV Oberaich                                       |
| 2010/11                                                       | SC St. Margarethen/Raab                           |
| 2011/12                                                       | SC Ruprecht/Raab                                  |
| 2012/13                                                       | SC Ruprecht/Raab                                  |
| 2013/14                                                       | SG SK Sturm Graz/SV Grambach/FC Stattegg II       |
| 2014/15                                                       | UDFC Hof bei Straden                              |
| 2015/16                                                       | SC Ruprecht/Raab                                  |
| 2016/17                                                       | Wildcats Krottendorf                              |
| 2017/18                                                       | USV Ottendorf                                     |
| 2018/19                                                       | TSV Kirchberg                                     |
| 2019/20                                                       | wegen COVID-19-Pandemie in Österreich abgebrochen |
| 2020/21                                                       | FC Lankowitz                                      |
| 2021/22                                                       | Ladies Preding                                    |
| 2022/23                                                       | Grazer AK                                         |
| 2023/24                                                       | Grazer AK                                         |
| 2024/25                                                       | FC Oberes Feistritztal                            |
| K1 Änderung des Meisterschaftsmodus und Umbenennung der Liga. |                                                   |

Ab der Saison 2006/07 wurde die 2. Liga Süd als 2. Leistungsstufe eingeführt und die steirische Frauen-Landesliga rutschte eine Klasse tiefer. Meister wurden nun SV Gössendorf, JSV Mariatrost, DUSV Loipersdorf und SV Oberaich.
Ab 2010 wurden SV St. Margarethen/Raab, SC St. Rubrecht/Raab zweimal hintereinander, die Spielgemeinschaft von SK Sturm Graz/SV Grambach/FC Stattegg II, UDFC Hof bei Staden, SC St. Ruprecht/ Raab, Wildcats Krottendorf und USV Ottendorf.
Nach der COVID-19-Pandemie in Österreich gewann der FC Lankowitz, der TSV Kirchberg, der FC Lankowitz und die Ladies Preding je einmal die Frauenmeisterschaft. Der Frauen vom Grazer AK gewannen den Titel zweimal hintereinander, nachdem sie in der Relegation zur 2. Liga gegen den Linzer ASK verlor.

## Bezeichnung (Sponsor)
Die Steirische Frauenlandesliga hat zurzeit keinen Sponsor im Namen. Die Landesliga hat im Verlauf ihres Bestehens immer Steirische Frauenlandesliga geheißen.

## Spielmodus
Die Liga umfasst maximal zwölf Teams, wobei jeder Verein gegen jeden andere je ein Heim- und ein Auswärtsspiel bestreitet. Eine Saison umfasst insgesamt also maximal 22 Spieltage. Der nach Saisonende Tabellenerste ist für die Relegation zum Aufstieg in die zweitklassige 2. Liga mit den Meistern aus Niederösterreich, Kärnten und Wien berechtigt.

## Die Titelträger
Folgende Vereine wurden in der Steiermark Meister:
7 Meistertiteln
SC Ruprecht/Raab (2000, 2002, 2003, 2005, 2012, 2013, 2016)
2 Meistertiteln
Grazer AK (2023, 2024)
1. DFC Leoben (2004, 2006)
1 Meistertitel
| FC Oberes Feistritztal (2025) Ladies Preding (2022) FC Lankowitz (2021) TSV Kirchberg (2019) USV Ottendorf (2018) Wildcats Krottendorf (2017) | UDFC Hof bei Straden (2015) SK Sturm Graz (2014 M1) SC St. Margarethen/Raab (2011) SV Oberaich (2010) DUSV Loipersdorf (2009) | JSV Mariatrost (2008) SV Gössendorf (2007) LUV Graz (2001) |